# Hans Konrad Frick
Hans Konrad Frick (* 20. Juli 1811 in Schwellbrunn; † 30. Januar 1897 in Teufen; heimatberechtigt in Schönengrund) war ein Schweizer Mundartdichter aus dem Kanton Appenzell Ausserrhoden.

## Leben
Hans Konrad Frick war ein Sohn von Hans Konrad Frick, Bauer und Heimweber. Im Jahr 1838 heiratete er Franziska Winkler. Eine zweite Ehe ging er 1850 mit Anna Rohner von Herisau ein.
Nach einer rudimentären Schulbildung arbeitete er als Bauernknecht in Mörschwil. Im Jahr 1836 kaufte er ein Heimwesen im Brandtobel in Teufen. Bis 1895 war er darauf als Bauer, Heimweber und Sticker tätig. 
Er war ein beliebter Volksdichter und Deklamator. Er trug seine Mundartgedichte, eine Art Schnitzelbänke in holprigen Knittelversen, bei verschiedenen Anlässen vor. Sie behandeln humorvoll menschliche Schwächen, Aktualitäten und eigene Erlebnisse. Vernunft, Moral und massvoller Fortschrittsglaube bestimmten Fricks Haltung.